# Psilaspilates signistriata
Psilaspilates signistriata là một loài bướm đêm trong họ Geometridae.